# Wallyscar Izis
| Sterne im Euro-NCAP-Crashtest |

Der Wallyscar Izis ist ein Strandwagen des tunesischen Automobilherstellers Wallyscar und wurde ab dem 19. Oktober 2008 gebaut. Der Izis ist ein je nach Wunsch türloses oder zweitüriges zweisitziges offenes Spaß- und Freizeitfahrzeug im Stile eines Jeep. Für das Design verantwortlich war das deutsche Designunternehmen h&h design (Hassen Hammouda). Das Fahrzeug hat einen verzinkten Kastenrahmen, der ähnlich wie beim Land Rover die Spritzwand einschließt und eine Karosserie aus glasfaserverstärktem Polyesterharz. Die Motorhaube und der Kühlergrill sind ein Teil und seitlich weit heruntergezogen. Für das Fahrzeug ist ein Klappverdeck erhältlich.
Der vorn quer eingebaute Motor ist ein PCM TU 3A aus dem PSA-Konzern. Mit vier Zylindern, einem Hubraum von 1360 cm³ und zwei Ventilen pro Zylinder hat dieser Ottomotor eine Leistung von 55,2 kW. Er wurde auch im  Peugeot Partner verwendet und erfüllt die EURO-4-Norm. Über ein Fünfganggetriebe treibt er die Vorderräder an. Der Wendekreis liegt bei 9,2 Metern. Ab Werk gab es den Izis in über 100 Lackierungen. Ebenso standen dem Kunden zahlreiche Lenkradvarianten, Innenausstattungen und Zubehör zur Auswahl. Erhältlich war das Modell allerdings nur in Tunesien, Marokko, Frankreich und Panama. Im Euro NCAP erhielt der Izis 2 Sterne.